# Miss Oklahoma USA
Miss Oklahoma USA est un concours de beauté féminin, pour les jeunes femmes âgées de 17 à 27 ans, résidentes dans l'État de l'Oklahoma, la gagnante participe à l'élection de Miss USA.

## Les miss
| Année         | Nom                   | Domicile                      | Titre local                  | Age             | Classement à Miss USA                         | Prix spécial à Miss USA                                    | Notes                                                                                |
| ------------- | --------------------- | ----------------------------- | ---------------------------- | --------------- | --------------------------------------------- | ---------------------------------------------------------- | ------------------------------------------------------------------------------------ |
| 2025          | Zoe Ferraro           | Warr Acres                    | Miss Norman                  | 25              |                                               |                                                            | Previously Miss Oklahoma Teen USA 2018                                               |
| 2024          | Danika Christopherson | Lawton                        | Miss The Village             | 22              | 2nd runner-up                                 |                                                            | Previously Miss Oklahoma Teen USA 2020 and Top 16 at Miss Teen USA 2020              |
| 2023          | Liv Walbeck           | Norman                        | Miss Norman                  | 21              |                                               |                                                            |                                                                                      |
| 2022          | Ashley Ehrhart        | Oklahoma City                 | Miss Heart of Oklahoma       | 25              |                                               |                                                            |                                                                                      |
| 2021          | Albreuna Gonzaque     | Warr Acres                    | Miss North Oklahoma City     | 27              |                                               |                                                            |                                                                                      |
| 2020          | Mariah Davis          | Moore                         | Miss Moore                   | 24              | 2nd runner-up                                 |                                                            |                                                                                      |
| 2019          | Triana Browne         | Tulsa                         | Miss Riverside               | 26              | 2nd runner-up                                 |                                                            | Previously Miss Oklahoma 2017                                                        |
| 2018          | Cheyene Darling       | Oklahoma City                 | Miss South Oklahoma City     | 20              |                                               |                                                            |                                                                                      |
| 2017          | Alex Lauren Smith     | Woodward                      | Miss Northwest Oklahoma USA  | 20              |                                               |                                                            |                                                                                      |
| 2016          | Taylor Dawn Gorton    | Glenpool                      | Miss South Tulsa USA         | 24              | Top 15 Semi-finalist                          |                                                            |                                                                                      |
| 2015          | Alexandra Miller      | Tulsa                         | Miss Oklahoma City USA       | 26              | Succède à Olivia Jordan devenue Miss USA 2015 |                                                            | 1re dauphine de Miss Oklahoma USA 2015, Miss 52 USA 2016                             |
| Olivia Jordan | Tulsa                 | Miss Tulsa USA                | 26                           | Miss USA 2015   |                                               | Miss World United States 2013 et Top 20 à Miss Monde 2013. | 2e dauphine de Miss Univers 2015                                                     |
| 2014          | Brooklynne Young      | Norman                        | Miss Metro Tulsa USA         | 19              | Top 20 semi-finaliste                         |                                                            |                                                                                      |
| 2013          | Makenzie Muse         | Oklahoma City                 | Miss Surrey Hills USA        | 20              |                                               |                                                            |                                                                                      |
| 2012          | Lauren Lundeen        | Edmond                        | Miss Edmond USA              | 20              | Top 10 Finaliste                              |                                                            |                                                                                      |
| 2011          | Kaitlyn Smith         | Norman                        | Miss North Norman USA        | 22              |                                               |                                                            |                                                                                      |
| 2010          | Morgan Woolard        | Moore                         | Miss Stillwater USA          | 21              | 1st Runner-up                                 |                                                            | Previously Miss Oklahoma Teen USA 2006 and Top 15 at Miss Teen USA 2006.             |
| 2009          | Lauren Lunday         | Altus                         | Miss South West Oklahoma USA | 25              |                                               |                                                            |                                                                                      |
| 2008          | Lindsey Jo Harrington | Frederick                     | Miss South West Oklahoma USA | 21              | 3rd Runner-up                                 |                                                            |                                                                                      |
| 2007          | Caitlin Simmons       | Lawton                        | Miss Jenks USA               | 21              |                                               |                                                            |                                                                                      |
| 2006          | Robyn Watkins         | Norman                        | Miss Norman USA              | 24              |                                               |                                                            |                                                                                      |
| 2005          | Laci Scott            | Oklahoma City                 |                              | 18              | Top 10 Finalist                               |                                                            | Was contestant on Fear Factor (en) in 2005 on the Miss USA episode #5.29 (4th place) |
| 2004          | Lindsey Hill          | Mooreland                     |                              | 19              | 3e dauphine                                   |                                                            |                                                                                      |
| 2003          | Star Williams         | Oklahoma City                 |                              | 22              | Top 10 Semi-finalist                          |                                                            |                                                                                      |
| 2002          | Kasie Head            | Braman                        |                              | 21              |                                               |                                                            | Briefcase model on Deal or No Deal                                                   |
| 2001          | Cortney Phillips      | Yukon                         |                              | 21              | Top 10 Semi-finalist                          |                                                            |                                                                                      |
| 2000          | Amanda Penix          | Shawnee                       |                              | 20              |                                               |                                                            | Previously Miss Oklahoma Teen USA 1997, finished 6th at Miss Teen USA 1997           |
| 1999          | Dia Webb              | Boise City                    |                              | 25              | Top 10 Semi-finalist                          |                                                            | Niece of singer/songwriter/composer Jimmy Webb                                       |
| 1998          | Anne-Marie Dixon      | Oklahoma City                 |                              | 21              |                                               |                                                            | Previously Miss Illinois Teen USA 1995, finished 5th at Miss Teen USA 1995           |
| 1997          | Trisha Stillwell      | Edmond                        |                              | 21              | Top 10 Demi-finaliste                         |                                                            |                                                                                      |
| 1996          | Heather Crickard      | Oklahoma City                 |                              | 25              | Top 6 Finalist                                |                                                            |                                                                                      |
| 1995          | DuSharme Carter       | Oklahoma City                 |                              | 24              | Top 12 Demi-finaliste                         |                                                            | Previously Miss Oklahoma 1992, 4th Runner up at Miss America 1993                    |
| 1994          | Angela Parrick        | Oklahoma City                 |                              |                 |                                               |                                                            |                                                                                      |
| 1993          | Brenda Caudle         | Oklahoma City                 |                              |                 |                                               |                                                            |                                                                                      |
| 1992          | Maya Walker           | Oklahoma City                 |                              | 24              |                                               |                                                            | Previously Miss Colorado 1988, 1st Runner up at Miss America 1989                    |
| 1991          | Julie Beth Khoury     | Oklahoma City                 |                              | 22              | Top 6 Finalist                                |                                                            | Previously Miss Oklahoma Teen USA 1985                                               |
| 1990          | Lauralynn Norton      | Tulsa                         |                              | 22              |                                               |                                                            | Spokesmodel on Star Search 1990, Toured with USO '90                                 |
| 1989          | Jill Renee Scheffert  | Oklahoma City/New Hope, Minn. |                              | 20              | 1st Runner-up                                 |                                                            | Miss World USA 1989, 4th Runner-up at Miss World 1989                                |
| 1988          | Tamara Walker         | Norman                        |                              | 18              | Top 10 Semi-finalist                          |                                                            |                                                                                      |
| 1987          | Dyan Rody             | Oklahoma City                 |                              |                 |                                               |                                                            |                                                                                      |
| 1986          | Teresa Lucas          | Oklahoma City                 |                              | 23              | Top 10 Semi-finalist                          |                                                            |                                                                                      |
| 1985          | Sophia Henderson      | Tulsa                         |                              | 23              | Top 10 Semi-finalist                          |                                                            |                                                                                      |
| 1984          | Julia Murdock         | Shawnee                       |                              | 18              | Top 10 Semi-finalist                          |                                                            |                                                                                      |
| 1983          | Mignon Merchant       | Oklahoma City                 |                              | 22              | Top 12 Semi-finalist                          |                                                            | Later Miss Oklahoma 1986                                                             |
| 1982          | Jill Liebmann         | Oklahoma City                 |                              |                 |                                               |                                                            | Mother of Lauren Hudman, Miss Nevada Teen USA 2008                                   |
| 1981          | Stacey Loach          | Oklahoma City                 |                              |                 |                                               |                                                            |                                                                                      |
| 1980          | Martha Streightoff    | Norman                        |                              |                 |                                               |                                                            |                                                                                      |
| 1979          | Susan Gibson          | Norman                        |                              |                 |                                               |                                                            |                                                                                      |
| 1978          | Nancy Lippold         | Norman                        |                              |                 | Top 12 Semi-finalist                          |                                                            |                                                                                      |
| 1977          | Kathy Malchar         | Dill City                     |                              |                 |                                               |                                                            |                                                                                      |
| 1976          | Lori Hansen           | Alva                          |                              |                 |                                               |                                                            |                                                                                      |
| 1975          | Gayla Bryan           | Oklahoma City                 |                              |                 |                                               | Best State Costume                                         |                                                                                      |
| 1974          | Yugonda Willits       | Enid                          |                              |                 |                                               |                                                            |                                                                                      |
| 1973          | Martha Buchanan       | Stillwater                    |                              |                 |                                               |                                                            |                                                                                      |
| 1972          | Pam Vennerberg        | Midwest City                  |                              |                 |                                               |                                                            |                                                                                      |
| 1971          | Kim Hardesty          | Tulsa                         |                              |                 |                                               |                                                            |                                                                                      |
| 1970          | Evelyn Walkup         | Oklahoma City                 |                              |                 |                                               |                                                            |                                                                                      |
| 1969          | Deborah Federsen      | El Reno                       |                              |                 |                                               |                                                            |                                                                                      |
| 1968          | Linda Bertozzi        | Oklahoma City                 |                              |                 |                                               |                                                            |                                                                                      |
| 1967          | Becky Berry           | Norman                        |                              |                 |                                               |                                                            |                                                                                      |
| 1966          | Melva Brown           | Oklahoma City                 |                              |                 |                                               |                                                            |                                                                                      |
| 1965          | Cheryl Semrad         | Oklahoma City                 |                              |                 | Top 15 Semi-finalist                          | Miss Photogenic                                            | 2nd Runner-up in the 1965 Maid of Cotton Pageant                                     |
| 1964          | Jackie Maloney        | Oklahoma City                 |                              |                 | Top 15 Semi-finalist                          |                                                            |                                                                                      |
| 1963          | Roberta Mosier        | Tulsa                         |                              |                 | Top 15 Semi-finalist                          |                                                            |                                                                                      |
| 1962          | Pas de concours       | Pas de concours               | Pas de concours              | Pas de concours | Pas de concours                               | Pas de concours                                            | Pas de concours                                                                      |
| 1961          | Pas de concours       | Pas de concours               | Pas de concours              | Pas de concours | Pas de concours                               | Pas de concours                                            | Pas de concours                                                                      |
| 1960          | Suzanne Moore         | Oklahoma City                 |                              |                 |                                               |                                                            |                                                                                      |
| 1959          | Sondra Osbourne       | Oklahoma City                 |                              |                 |                                               |                                                            |                                                                                      |
| 1958          | Pas de concours       |                               |                              |                 |                                               |                                                            |                                                                                      |
| 1957          | Rose Mary Raab        | Oklahoma City                 |                              |                 |                                               |                                                            |                                                                                      |
| 1956          | Pas de concours       | Pas de concours               | Pas de concours              | Pas de concours | Pas de concours                               | Pas de concours                                            | Pas de concours                                                                      |
| 1955          | Pas de concours       | Pas de concours               | Pas de concours              | Pas de concours | Pas de concours                               | Pas de concours                                            | Pas de concours                                                                      |
| 1954          | Pas de concours       | Pas de concours               | Pas de concours              | Pas de concours | Pas de concours                               | Pas de concours                                            | Pas de concours                                                                      |
| 1953          | Barbara Bond          | Oklahoma City                 |                              |                 |                                               |                                                            |                                                                                      |
| 1952          | Trula Birchfield      | Oklahoma City                 |                              |                 | 4e dauphine                                   |                                                            |                                                                                      |

^  Age durant l'élection de Miss USA